# بارت سوير
بارت سوير (بالإنجليزية: Bart Sawyer)‏ هو مصارع محترف أمريكي، ولد في 30 نوفمبر 1965 في بورتلاند في الولايات المتحدة.

## روابط خارجية
- بارت سوير على موقع CageMatch worker (الإنجليزية)
- بارت سوير على موقع قاعدة بيانات المصارعة على الإنترنت (الإنجليزية)